# Paolo Calò
Francesco Paolo Calò (Palermo, 23 giugno 1914 – ...) è stato un calciatore italiano, di ruolo portiere.

## Carriera
Ha giocato in Serie B per quattro stagioni con la maglia del Palermo.

## Palmarès

### Club

#### Competizioni regionali
- Campionato siciliano: 1

Palermo: 1944-1945